# Louis Döllstädt
Louis Georg Döllstädt (* 16. April 1843 in Weimar; † 1. Oktober 1912 ebd.) war ein deutscher Kaufmann und Gemeinderatsvorsitzender.

## Leben
Döllstädt war Kaufmann und Gemeinderatsvorsitzender. Als Geheimer Kommerzienrat leitete er 36 Jahre lang die Geschicke seiner Vaterstadt Weimar mit. 1876 wurde er in den Gemeinderat und 1888 in den Landrat gewählt. Ab 1907 war Döllstädt Vizepräsident und ab 1909 Landtagspräsident. Döllstädt war Besitzer eines Gebäudes in der Geleitstraße in der Weimarer Altstadt. Die Karlstraße 5 war die Getreidehandlung "Louis Döllstädt". Demnach war er besonders im Getreidehandel tätig.
Seine Grabstätte befindet sich auf dem Weimarer Hauptfriedhof.

## Leistungen
Verdienste erwarb sich Döllstädt beim Bau der Wasserleitung, seinerzeit die wichtigste kommunale Aufgabe.

## Ehrungen
- 1900 Benennung einer Straße der Stadt Weimar nach Döllstädt.[3]
- 1910 Ernennung zum Ehrenbürger der Stadt Weimar.[2]